# Humaitá (S20)
Pour les articles homonymes, voir Humaitá (sous-marin brésilien).
Le Humaitá (pennant number : S20) est un sous-marin de classe Oberon de la marine brésilienne.

## Engagements
Le sous-marin a été construit par Vickers Shipbuilding and Engineering à son chantier naval de Barrow-in-Furness. Sa quille a été posée le 3 novembre 1970 et il a été lancé le 5 octobre 1971. Il a été mis en service dans la marine brésilienne le 18 juin 1973. Il a quitté le service naval en 1996.